# Dariusz Luks
Dariusz Luks (ur. 11 sierpnia 1970 w Knurowie) – polski siatkarz, potem trener. Jako zawodnik reprezentował barwy Górnika Radlin i EKS Skry Bełchatów. W polskiej ekstraklasie był szkoleniowcem m.in. Górnika Radlin, AZS-u Białystok i Jadaru Radom.

## Kariera siatkarska

### Kariera klubowa
Karierę sportową zaczynał w wieku 16 lat w Górniku Radlin. Barwy tego zespołu bronił przez prawie całą karierę zawodniczą. Pierwsze kroki stawiał pod okiem trenerów, Tadeusza Szostoka i Stefana Adamczyka. Z radlińską drużyną wywalczył mistrzostwo Śląska juniorów. W tejże kategorii wiekowej w koszulce Górnika uczestniczył półfinałach mistrzostw kraju. Na jeden sezon 1999/2000 odszedł do EKS Skry Bełchatów, wówczas beniaminka ekstraklasy. W 2000 roku, w barwach tego klubu, zaliczył spadek z najwyższej klasy ligowej.

## Sukcesy
I liga:
- 1996
- 2004

### Siatkówka plażowa
Po zakończeniu sezonu halowego brał udział w turniejach piłki siatkowej na plaży. Jego partnerem w zespole był zazwyczaj Zbigniew Żukowski. W 2002 roku wywalczył z nim puchar krajowy. Z tym zawodnikiem zdobył także wicemistrzostwo Polski. W 2004 roku objął na krótko posadę trenera polskiej reprezentacji siatkarzy plażowych.

## Kariera trenerska
Karierę trenerską zaczynał jako asystent szkoleniowca, Zbigniewa Błaszczaka, w zespole Górnika Radlin. Wtedy zespół wywalczył awans do finału I ligi, gdzie uległa z AZS-owi Politechnice Warszawa, a w spotkaniach barażowych KS-owi Nysie. W roli pierwszego szkoleniowca zadebiutował w sezonie 2003/2004 pod odejściu z Górnika trenera Zbigniewa Błaszczaka. W 2004 roku, pod jego kierunkiem, radlinianie awansowali do Polskiej Ligi Siatkówki, zwyciężając w barażu drużynę BBTS-u Originalu Siatkarza Bielsko-Biała.
Na początku grudnia tego samego roku postanowił zrezygnować z trenowania Górnika na rzecz Jokera Piła, zespołu występującego w I lidze. Z tym klubem również wywalczył awans do ekstraklasy. Po słabych wynikach drużyny w lidze, w kwietniu 2006 roku, opuścił pilski zespół. W czerwcu tego samego roku objął stanowisko szkoleniowca beniaminka Polskiej Ligi Siatkówki, Jadaru Radom. W tymże czasie został asystentem trenera drugiej kadry reprezentacji Polski, Krzysztofa Felczaka. Pod dowództwem Luksa radomianie w klasyfikacji generalnej ligi sezonu 2006/2007 zajęli 7. miejsce. 18 października 2007 roku, po porażkach zespołu z Radomia w trzech pierwszych kolejkach ligowych, podał się do dymisji.
Od stycznia 2008 był trenerem kobiecego zespołu występującego w LSK – AZS-u Białystok, natomiast od sierpnia 2010 był trenerem pierwszoligowego zespołu Trefla Gdańsk, zastępując tymczasowego selekcjonera, Piotra Szulca. Zespół przez niego prowadzony awansował do Plus Ligi.
W sezonie 2011/2012 trener zespołu PLKS Pszczyna, potem Trefl Gdańsk. W trakcie sezonu 2012/13 został trenerem żeńskiej drużyny PTPS Piła.

### Sukcesy

#### klubowe
I liga:
- 2011

#### reprezentacyjne
Letnia Uniwersjada:
- 2025[6]
- 2021[7]

Mistrzostwa Europy U-22:
- 2024[8]